# Salt and Fire
Pour plus de détails, voir Fiche technique et Distribution.
Salt and Fire, film sorti en 2016, est un thriller réalisé par Werner Herzog.

## Synopsis
Trois écologistes (joués par Veronica Ferres, Volker Michalowski et Gael Garcia Bernal) sont envoyés en Amérique du Sud dans le cadre d'une enquête menée par l'ONU sur une catastrophe écologique ayant entraîné la formation d'un désert de sel. Ils sont kidnappés par le PDG (joué par Michael Shannon) d'une grande entreprise tenue responsable de cette catastrophe écologique. Un supervolcan à proximité commence à montrer des signes d'éruption.  

## Fiche technique
- Titre : Salt and Fire
- Réalisation : Werner Herzog
- Scénario : Werner Herzog, d'après l'œuvre de Tom Bissell
- Musique : Ernst Reijseger
- Montage : Joe Bini
- Photographie : Peter Zeitlinger
- Décors : Ulrich Bergfelder
- Costumes : Esther Walz
- Producteur : Nina Maag, Michael Benaroya, Pablo Cruz et Werner Herzog
  - Coproducteur : Reinhold Elschot, Daniel Blum, Andreas Schreitmüller, Olivier Père, Rémi Burah, Benoît Dalle, Pierre Denoits et Xavier Martinot
  - Producteur délégué : Wayne Marc Godfrey, Robert Jones, Gregory McLachlan, Ben Sachs et Arturo Sampson
- Production : Benaroya Pictures, Construction Film, Arte France Cinéma, Canana Films et Skellig Rock
- Distribution : Potemkine Films et XLrator Media
- Pays d'origine :  États-Unis,  Allemagne,  Mexique,  Bolivie et  France
- Durée : 93 minutes
- Genre : thriller
- Dates de sortie :
  -  Chine : 12 juin 2016
  -  Canada : 12 septembre 2016
  -  États-Unis : 25 septembre 2016
  -  Suisse : 30 septembre 2016
  -  France : 7 décembre 2016
  -  Allemagne : 8 décembre 2016

## Distribution
- Michael Shannon : Matt Riley
- Gael García Bernal : Dr Fabio Cavani
- Veronica Ferres : Laura Sommerfeld
- Werner Herzog : l'homme avec une histoire
- Aníta Briem : l'hôtesse de l'air
- Lawrence Krauss : Krauss
- Volker Michalowski : Dr Meier
- Danner Ignacio Marquez Arancibia : Huascar

## Critiques
Pour Télérama, « Après un premier quart d'heure plutôt accrocheur, le film s'abîme dans des dialogues maladroits, des symboles lourdauds et une direction d'acteurs incompréhensible ».